# Dunkerton (Iowa)
Dunkerton – miasto w Stanach Zjednoczonych, w stanie Iowa, w hrabstwie Black Hawk. W 2000 roku liczyło 749 mieszkańców.